# Kirari Suleman Nagar
Kirari Suleman Nagar là một thị trấn thống kê (census town) của quận North West thuộc bang Delhi, Ấn Độ.

## Nhân khẩu
Theo điều tra dân số năm 2001 của Ấn Độ, Kirari Suleman Nagar có dân số 153.874 người. Phái nam chiếm 55% tổng số dân và phái nữ chiếm 45%. Kirari Suleman Nagar có tỷ lệ 59% biết đọc biết viết, thấp hơn tỷ lệ trung bình toàn quốc là 59,5%: tỷ lệ cho phái nam là 69%, và tỷ lệ cho phái nữ là 47%. Tại Kirari Suleman Nagar, 20% dân số nhỏ hơn 6 tuổi.